# Върбашка бановина
Върбашка бановина е административно-териториална единица в рамките на Кралство Югославия. Като такава просъществува от 1929 до 1941 година, т.е. до нападението на силите на Оста на 6 април 1941, последвано от първото разпадане на Югославия. Административен център на бановината е град Баня Лука, а наименованието ѝ произхожда по името на река Върбас.

## Обхват
Според Конституцията на Кралство Югославия, Върбашката бановина е ограничена от североизточната граница на община Двор (югозападно от Костайница) и от река Уна до точката, където тя се влива в Сава; След това тя следва хода на Сава, която я оставя да следва източните граници на областите Дервента и Грачаница, до река Босна в село Долас. След това продължава по югозападната граница на област Маглах докато се пресече в точка на границите на трите области Тесани, Маглаж и Зепсе. От тази гледна точка границата на Бановина следва северната граница на областите Зепсе, Зеница и Травнич; оттам тя преминава от хълм 1446, след източния склон на Лесина (хълм 1433), Йелич (хълм 1192), хълм 1018, хълм 1139, Обреновац (хълм 1167), и след това през планината Раданя, (хълм 1366) и Игралиста, (хълм 1085) и до Раковес (хълм 1217). От тази гледна точка границата минава през селата Подрипси и Султановиц, а след това минава между селата Гмици и Гувно към Осоя (хълм 888); тя продължава по билото, след Цуляга (хълм 1533), на Демировас (хълм 1724), и Църни Връх (хълм 1403), към Мали Виторог (хълм 1748). От Мали Виторог границата следва източната и след това югозападната граница на областта Гламоч до подножието на хълм 1156, на хълма Щаретина; от там границата пресича западната част на равнината на Ливно, към Троглав (хълма 1913) на югозападната граница на областта на Ливно, и следва тази линия на Велики Бат (хълм 1851). От тази гледна точка границата продължава след южните и западните граници на област Босански Петровац, докато се пресечат в точка границите на трите области на Донджи Лапак, Книн, а също и Босански Петровац. Оттогава до североизточната граница на община Двор (югозападно от Костайница) границата съвпада с границата на Сава Бановина.

## Население
През 1931 г. населението на Върбашката бановина е 1 037 382 души. Най-многобройните религиозни групи са православни християни с 600 529 души (58%), след това са мюсюлмани с 250 265 души (24%), а най-накрая са римокатолиците със 172 787 души (17%).

## История
През 1939 г., по-малката част от Върбашката бановина, която е с хърватско мнозинство (Дервента и Градазас) в североизточната част е отделена и е присъединена към новосформираната Хърватска бановина.
През 1941 г., по време на Втората световна война, страни от оста завземат Върбашката бановина и провинцията е премахната и присъединена към Независимата хърватска държава. След Втората световна война по-голямата част от региона става част от Социалистическата република Босна и Херцеговина в рамките на федералната социалистическа Югославия, а община Двор става част от Социалистическа Република Хърватия.
От 1992 г. областта на бившата провинция е разделена между Република Сръбска и Федерация Босна и Херцеговина в рамките на независима Босна и Херцеговина.